# Центральносемітські мови
Центральносемітські мови — одна з трьох груп західносемітських мов, поряд із сучасними південноаравійськими мовами та ефіосемітськими мовами.
Центральносемітські мови можна поділити на дві гілки: арабську та північно-західну. Північно-західні семітські мови здебільшого належать до арамейських або ханаанських мов (таких як фінікійська та іврит).

## Ознаки
Відмінними рисами центральносемітських мов є:
- Маркер заперечення *bal невизначеного походження.
- Узагальнення t як маркера минулого часу відмінювання суфікса, що прийшло на зміну більш ранньому чергуванню *k у першій особі та *t у другій особі.
- Нове відмінювання префікса для неминулих часів у формі ya-qtulu, що замінює успадковану форму ya-qattal (вони є схематичними дієслівними формами, ніби похідними від прикладу триголосного кореня q-t-l).
- Фарингалізація емфатичних приголосних, які раніше артикулювалися як абруптивні.

Існують різні системи класифікації щодо точної структури групи. Найпоширеніший підхід поділяє її на арабську та північно-західну семітську групи, тоді як SIL Ethnologue поділяє її на південно-центральну семітську (включаючи арабську та іврит) та арамейську групи.
Основною відмінністю між арабською та північно-західно-семітськими мовами є наявність у першій розбитої множини. Більшість арабських іменників (окрім причастя) утворюють множину таким чином, тоді як практично всі іменники в північно-західних семітських мовах утворюють свою множину за допомогою суфікса. Наприклад, арабське بَيْت bayt («будинок») стає بُيُوت buyūt («будинки»); єврейське בַּיִת bayit («будинок») стає בָּתִּים bāttīm («будинки»).